# 扎瓦季夫 (莫斯季斯卡區)
49°46′18″N 23°15′3″E / 49.77167°N 23.25083°E
扎瓦季夫（烏克蘭語：Завадів），是烏克蘭西部的村莊，隸屬利維夫州的亞沃里夫區。該村始建於1939年，面積0.43平方公里，海拔高度222米，2001年人口41，人口密度每平方公里95.13人。